# Campeloma rufum
Campeloma rufum е вид охлюв от семейство Viviparidae. Видът не е застрашен от изчезване.

## Разпространение и местообитание
Разпространен е в САЩ (Айова, Алабама, Арканзас, Вирджиния, Западна Вирджиния, Илинойс, Индиана, Кентъки, Кънектикът, Масачузетс, Мисисипи, Мисури, Охайо, Пенсилвания, Северна Каролина, Тенеси и Южна Каролина).
Обитава сладководни басейни, реки и потоци.